# チュイ川
チュイ川（チュ川、チュー川、ロシア語: Чу, キルギス語: Чүй, カザフ語: Шу, ドンガン語: Чў, Chu/Chui）は、キルギス北部およびカザフスタン南部を流れる河川。長さはおよそ1067kmである。
チュイ川は天山山脈西部のキルギス山脈北部に発し、イシククル湖の数km近くまで近づいた後北西に流れを変える。狭いボーム峡谷を抜けると、チュイ川は比較的平坦なチュイバレーに入る。ここにはキルギスの首都ビシュケクとカザフスタンの都市シュがある。チュ川の水の大半は、キルギスとカザフスタンの両方でチュバレーでの農業用の水路網へと送られている。
チュバレー内のチュ川は百キロメートル以上にわたりキルギスとカザフスタンとの国境になっている。カザフスタン領内へ入ると、チュ川はステップ内で消滅する。
キルギスタン政府はチュ川およびその支流に多くの水質監視所を設置している。

## 歴史
チュ川地域はもともと、イラン語群の東群に属するソグド語を話すイラン系のソグド人が住んでいた場所である。
中世にはこの地域は戦略的に重要な場所であった。西突厥の首都碎葉や西遼の首都ベラサグンがおかれた。
キルギスで最も北にあり人口も最も多いチュイ州はこの川から名づけられた。
座標: 北緯42度13分16秒 東経75度44分29秒 / 北緯42.221度 東経75.741389度